# Federacja Konferencji Episkopatów Oceanii
Federacja Konferencji Episkopatów Oceanii (ang. Federation of Catholic Bishops’ Conferences of Oceania - FCBCO) – międzynarodowa konferencja episkopatów zrzeszająca narodowe konferencje episkopatów Australii, Nowej Zelandii oraz krajów Oceanii.
Od kwietnia 2018 roku funkcję przewodniczącego pełni arcybiskup Suvy na Fidżi - Peter Loy Chong.

## Historia
Federacja Konferencji Episkopatów Oceanii została powołana 28 lipca 1992. Siedziba stałego sekretariatu znajduje się w Wollongong, w Australii. 

## Dotychczasowi przewodniczący
- Thomas Stafford Williams (1992 - 1999)
- Soane Lilo Foliaki (1999 - 2002)
- Denis Browne (2002 - 2006)
- Peter Ingham (2006 - 2011)
- John Atcherley Dew (2011 - 2014)
- John Ribat (2014 - 2018)
- Peter Loy Chong (od 2018)